# Zentralgefängnis Wladimir

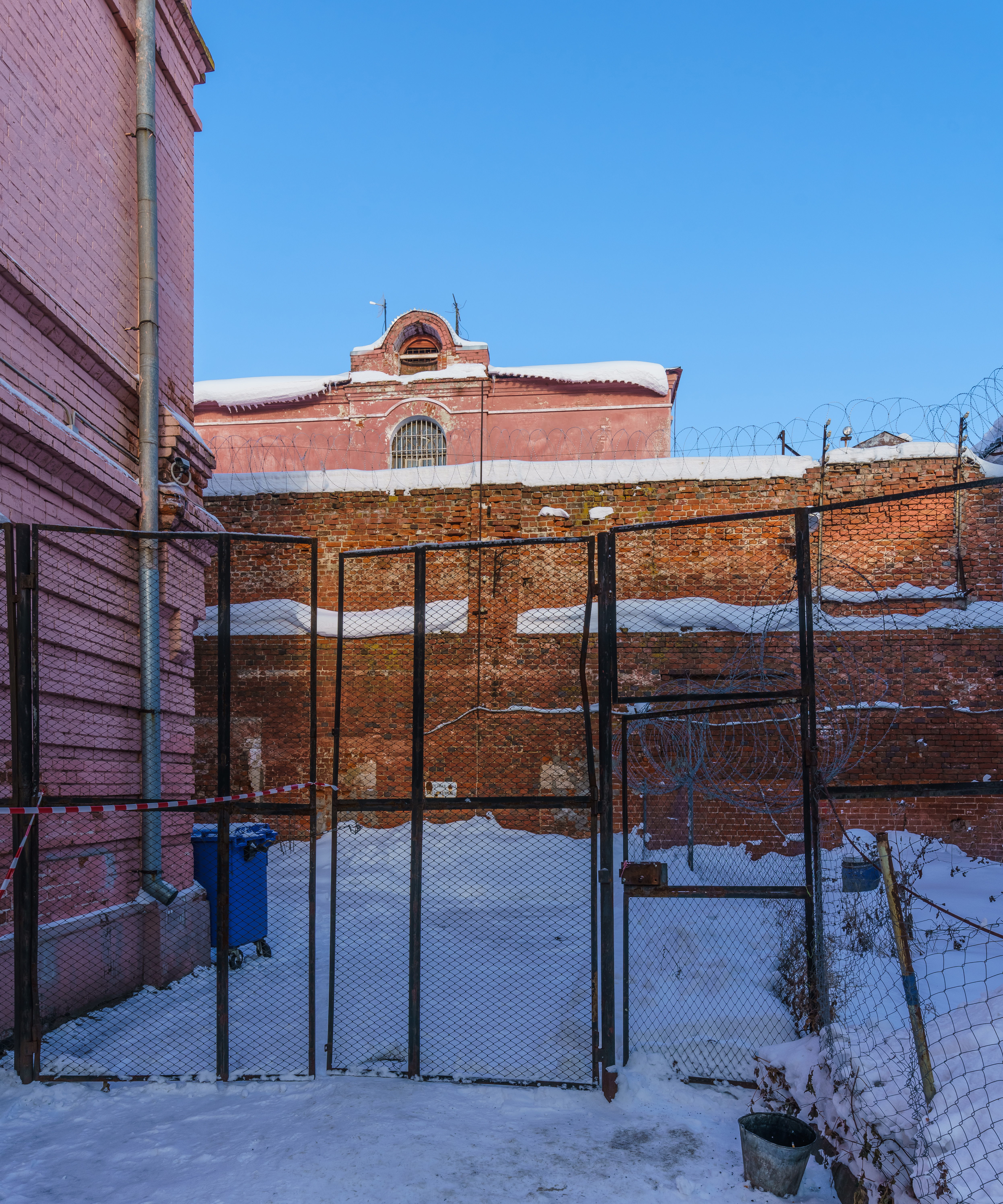
Blick von der Straße aus auf einen Mauerabschnitt

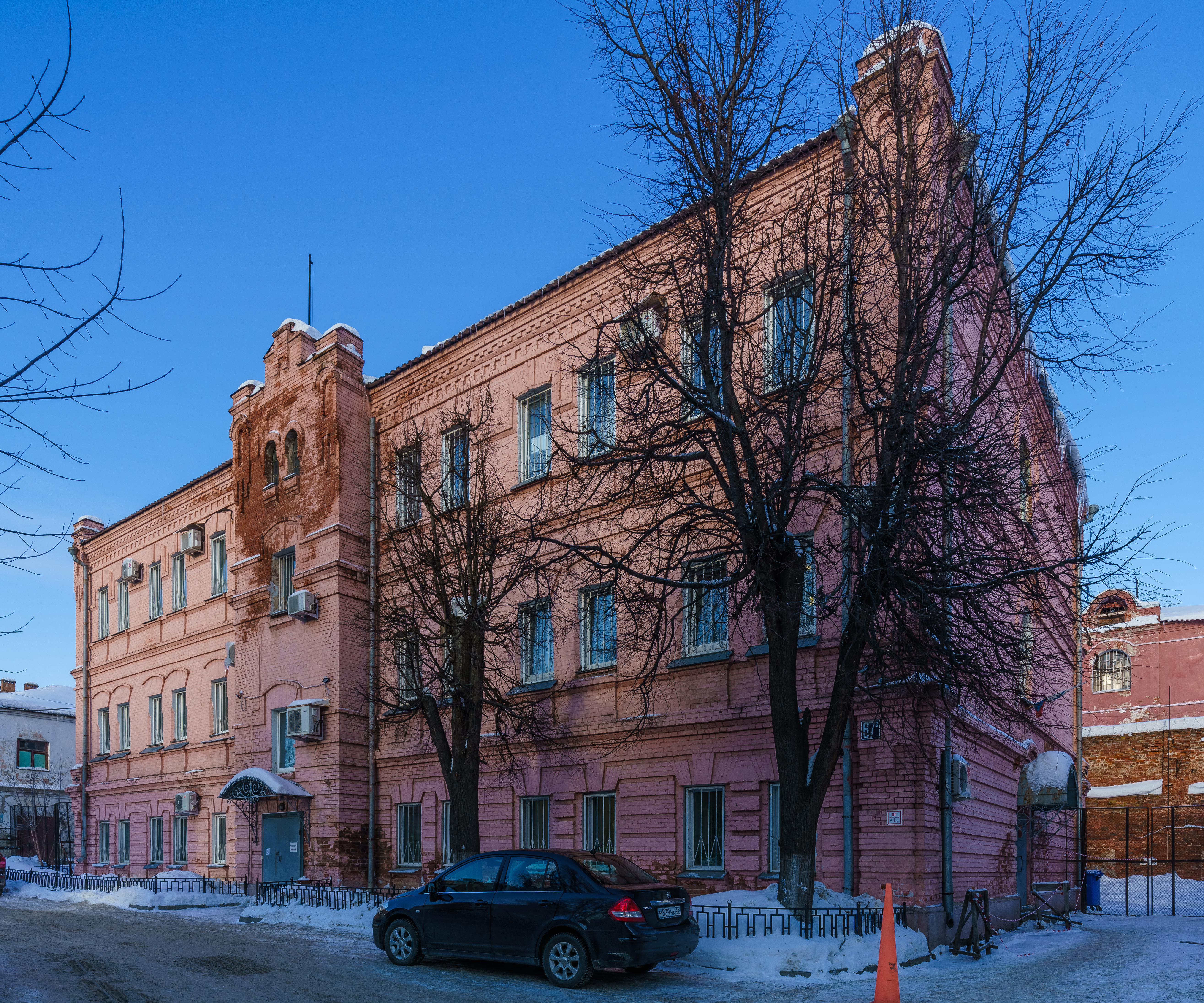
Frunse-Gerichtsgebäude, angrenzend an das Gefängnis

Das Zentralgefängnis Wladimir (russisch Владимирский централ Wladimirski zentral) ist ein Gefängnis in der Stadt Wladimir in Russland, in welchem zahlreiche deutsche Kriegsgefangene, darunter auch Kriegsverbrecher, sowie viele sowjetische Dissidenten inhaftiert waren. Daher spricht man auch vom Gefangenenlager Wladimir.

## Geschichte
Das Gefängnis wurde auf Befehl der Zarin Katharina II. im Jahre 1783 errichtet. Im Hochsicherheitstrakt aus dem Jahre 1825 befindet sich heute das Untersuchungsgefängnis der Stadt Wladimir. 1906 erfolgte die Umbenennung in Zentralgefängnis. Zu den Insassen des Gefängnisses gehörten zur Zeit der Sowjetunion auch Dissidenten sowie deutsche Kriegsverbrecher und Kriegsgefangene des Zweiten Weltkrieges. 1996 wurde auf einem Teil des Gefängnisgeländes ein Museum errichtet, das jedoch seit den 2010er-Jahren auf unbestimmte Zeit geschlossen ist.

## Bekannte Insassen
- Friedrich Paulus (1890–1957), Oberbefehlshaber der deutschen 6. Armee
- Helmuth Weidling (1891–1955), Kommandant bei der Schlacht um Berlin (im Gefängnis verstorben)
- Ferdinand Schörner (1892–1973), Oberbefehlshaber von Armeen und Heeresgruppen, verurteilter Kriegsverbrecher
- Johann Rattenhuber (1897–1957), Chef der Leibwache Hitlers
- Ewald von Kleist (1881–1954), Oberbefehlshaber von Panzergruppen und Heeresgruppen, verurteilter Kriegsverbrecher, (im Gefängnis verstorben)
- Alfred Gerstenberg (1893–1959), Befehlshaber der Luftstreitkräfte Rumänien, Generalleutnant
- Daniil Leonidowitsch Andrejew (1906–1959), russischer Dichter
- Wladimir Bukowski (1942–2019), sowjetischer Dissident
- Wassili Iossifowitsch Stalin (1921–1962), Sohn von Josef Stalin
- Pawel Anatoljewitsch Sudoplatow (1907–1996), führender Mitarbeiter des sowjetischen Geheimdienstes
- Francis Gary Powers (1929–1977), US-amerikanischer Pilot
- Lidija Ruslanowa (1900–1973), sowjetische Schlager- und Folkloresängerin der 1930er Jahre
- Kateryna Saryzka (1914–1986), politische Aktivistin
- Jurij Schuchewytsch (1933–2022), sowjetischer Dissident und ukrainischer Politiker
- Oles Serhijenko (1932–2016), sowjetischer Dissident und ukrainischer Politiker
- Anatoli Tichonowitsch Martschenko (1938–1986), sowjetischer Dissident
- Mart-Olav Niklus (* 1934), estnischer Biologe und Menschenrechtsaktivist